# Giovanni Nonnis
Giovanni Nonnis (Nuoro, 22 maggio 1929 – Nuoro, 24 febbraio 1975) è stato un pittore italiano.
Nato a Nuoro il 22 maggio 1929 frequenta l'istituto d'arte a Sassari dove nel 1951 si diploma, dal 1968 insegna al liceo artistico di Cagliari, nel 1975 muore prematuramente in un incidente stradale.
La sua prima produzione artistica risente dell'influsso di Giuseppe Biasi e Pietro Antonio Manca.
Negli anni Cinquanta inizia un percorso di sperimentazione che sviluppa una figurazione arcaizzante con riferimenti al mondo nuragico.
La sua attività artistica trae linfa dalle radici millenarie della Barbagia e si fa portatrice di un mondo onirico primitivo, costituito da simboli che si riferiscono al senso dell'assoluto e vengono tradotti in una miriade di dettagli di gusto barbarico e ancestrale.
Giovanni Nonnis assorbe il paesaggio roccioso del nuorese e lo somma alle forti tradizioni estetiche e culturali anticlassicistiche della Barbagia.
Il tratto pittorico risulta quasi indifferente al risultato finale ma pare collegarsi all'unione tra caos e spirito del luogo, tra assoluto e visione del modo da parte dell'uomo primitivo: vento, sole, terra, pioggia e tradizione arcaica.

## Opere
- figure antropomorfe sciamaniche
- quadrupedi
- cavalli
- piccoli totem
- guerrieri nuragici
- eroi nuragici con quattro braccia e quattro occhi